# Andrés del Castillo
Andrés Sanz del Castillo, (Brihuega, Guadalajara, h. 1590 - ) escritor español del Siglo de Oro. Autor de El monstruo del Manzanares, su obra es conocida por la edición de Emilio Cotarelo en 1908. 

## Biografía
Se dispone de muy pocos datos sobre este autor, extraídos por lo general de su obra. Era natural de Brihuega (Guadalajara), y estudió en la Universidad de Salamanca; más discutible es que viviera dos años en Sevilla y que fuera hombre de leyes, acaso relator o escribano, como sospecha Cotarelo.
Es conocido como autor de una colección de novela cortesana. Su novela La mojiganga del gusto (Zaragoza: Pedro Lanaja y Lamarca, 1641); se reimprimió en 1734 en Madrid con una sección más que lleva el rótulo «Añadido un Catálogo de Libros de Novelas, Cuentos,Historias y Casos Trágicos, para dar noticia a los Aficionados». Lleva un prólogo-dedicatoria dirigido a Francisco de Funes y Villalpando. 
Son seis novelas cortesanas: 
- Quien bien anda bien acaba, de ambiente sobrenatural y prerromántico y sobre un hidalgo de vida disoluta que, tras una misteriosa noche en que se encuentra a un ermitano que mucre en sus brazos y desaparece antes de que volviera con otros para enterrarlo, volviéndosele a aparecer más tarde de forma que acaba por convertirse) todas las demás responden al patrón de la novela cortesana

- El monstruo del Manzanares, Flora decide que su enamorado Juan de Osorio se disfrace para espantar a su madre, sus criados y a las mujeres que frecuentan el madrileño paseo del Sotillo y así poder consumar su amor; pero el criado del novio, encargado de suministrarle el disfraz, lo traiciona  avisando de ello a su rival don Gaspar Leonardo. Por una confusión, sin embargo, señala la Casa de Campo como el lugar de la cita. La madre de Flora cambia el lugar de paseo a este último espacio. Don Gaspar, disfrazado, violará a Flora, que no podrá identificar a su agresor. Esta acusa falsamente a don Juan mientras pueda resolverse el enigma y está recluida en el convento de la Santísima Trinidad. Don Juan, confuso, acaba aceptando el matrimonio si antes consigue ver a su prometida, con el fin de desenmascarar la falsa acusación. Apresado por orden del padre de Flora y del Alcalde amigo suyo, su posición se hace más difícil al huir Flora la noche del encuentro acordado. Desde el convento la joven envía una carta exculpatoria que, comprobada, deja libre a don Juan, el cual, engañado por sus carceleros, cree que Flora se retira a un convento. Junto con Páez, el criado, entra en religión, mientras que Flora se casa con don Gaspar. Enterado don Juan, renuncia a vengarse, pues se ha dado cuenta de que el camino de la penitencia es el más adecuado para él- Desengaño, resignación, apartamiento del mundo, pero, sobre todo, una conciencia de que la vida de los hombres está regida por una fuerza superior que no es Dios, sino los códigos de comportamiento social, caracterizan estas novelas. A despecho de la generalización, la ideología oficial se impone sobre unas vidas presas de esa cosmovisión ya sea civil o religiosa. Por otra parte, Andrés del Castillo es un narrador hábil que es capaz de abandonar al narración lineal, empezar in medias res y hacer varias analepsis y prolepsis aclaratorias de la trama.

- El estudiante confuso, desarrolla el teína del triángulo amoroso que se establece entre un estudiante florentino (es un tópico habitual el del estudiante italiano que ha de acomodarse a las costumbres nacionales) y dos amigas que tejen todo una serie de enredos, confusiones y disfraces para ganar su amor.

- La muerte del avariento y Guzmán de Juan de Dios.[1]

- Pagar con la misma prenda versa sobre la caballerosidad española, capaz de renunciar al amor por amistad: sos amigos que renuncian, cada uno en favor del otro, a una prometida para no ofenderse mutuamente.

- La libertad inocente y el castigo sin engaño, tiene a su protagonista en una joven falsamente acusada.

La obra fue editada con notas por Emilio Cotarelo en 1908. En el Catálogo de la edición de 1734 se atribuye a Sanz del Castillo una novela titulada Huertas de Valencia cuyos verdaderos título y autor son respectivamente La huerta de Valencia y Alonso de Castillo Solórzano. Sanz del Castillo escribió también algunos entremeses y poesías de regular aceptación.
El estilo de Del Castillo es el usual en la época, con reminiscencias gongorinas y culteranas en su imaginería.